# Vitaa
Vitaa, pseudonimo di Charlotte Gonin, coniugata Bendaoud (Mulhouse, 14 marzo 1983), è una cantante francese.

## Biografia
Vitaa ha pubblicato il suo primo album in studio À fleur de toi a febbraio 2007, sulla divisione francese della Motown. Ha debuttato direttamente in vetta alla classifica degli album francese con 60 385 copie vendute nella prima settimana, venendo in seguito certificato due volte disco di platino nel paese e disco d'oro in Belgio. Il secondo album, intitolato Celle que je voir, è stato pubblicato a dicembre 2009 ed ha esordito in 10ª posizione in Francia. Nel 2010 la cantante ha aperto tre concerti francesi di Rihanna durante il Last Girl on Earth Tour.
Nel novembre 2013 è uscito il terzo disco Ici et maintenant, posizionatosi in 16ª posizione in Francia. È stato promosso dal singolo Game Over, in collaborazione con Gims, che ha raggiunto la prima posizione nella classifica francese. Il 6 novembre 2015 Vitaa ha pubblicato il suo quarto album, La même, piazzatosi in 27ª posizione in madrepatria. In concomitanza con la celebrazione dei dieci anni di carriera, a maggio 2017 è uscito il disco J4M, che ha raggiunto l'8ª posizione nella classifica francese. In occasione della ristampa di J4M, ha pubblicato il duetto Je te le donne con Slimane, e nel 2018 ha ricevuto tre candidature agli NRJ Music Award.
Vitaa e Slimane hanno in seguito pubblicato un intero album collaborativo, accolto positivamente dalla critica e arrivato in vetta sia in Francia sia in Belgio. In madrepatria è stato certificato diamante. Nel 2020 ha doppiato il personaggio della principessa Poppy nella versione francese di Trolls World Tour.
Nel novembre 2023 e 2024, vince il premio come Artista femminile francofona dell’anno agli NRJ Music Awards 2023. Lo stesso anno, diventa madrina dell'undicesima stagione di Star Academy su TF1.

## Discografia

### Da solista

#### Album in studio
- 2007 – À fleur de toi
- 2010 – Celle que je vois
- 2013 – Ici et maintenant
- 2015 – La même
- 2017 – J4M

#### Singoli
- 2006 – À fleur de toi
- 2007 – Ma sœur
- 2007 – Toi
- 2007 – Pourquoi les hommes?
- 2009 – Une fille pas comme les autres
- 2010 – Pour que tu restes
- 2013 – Game Over (feat. Gims)
- 2013 – Liham
- 2013 – Un son pour des millions
- 2013 – Juste un peu de temps
- 2013 – Avant toi (feat. Amel Bent)
- 2014 – Sur le dancefloor
- 2015 – Vivre
- 2015 – No limit
- 2015 – T'es où?
- 2016 – Ça les dérange (feat. Jul)
- 2016 – Bienvenue à Paris
- 2016 – Dans ma tête
- 2017 – Peine & pitié (feat. Stromae)
- 2017 – Comme dab (feat. Stromae)
- 2017 – Un peu de rêve (feat. Claudio Capéo)
- 2023 – Je n'oublie pas

### Vitaa & Slimane
- 2019 – VersuS